# HGich.T
HGich.T (gesprochen: Ha–Ge–Ich–Te) ist ein Performance-Kollektiv aus Hamburg. Gegründet wurde die Gruppe 1996 an der Hochschule für bildende Künste Hamburg.

## Name und Programm
Zu der Bedeutung der Abkürzung „HGich.T“ geben Mitglieder während Interviews verschiedene Antworten – „Heute Geh Ich Tot“, „Hammer Geil Ich Tattoo“ und „Heute Grüß Ich Tante Thomas“.
Die Gruppe wurde beschrieben als „ein loses Kollektiv von Performancekünstlern, Musikern oder Freaks“. Seit 2000 spielten sie „mit experimentellen Sounds Clubs leer“. Auftritte von HGich.T sind Spektakel aus Trash-Beats und gesangartigem Geschrei.
HGich.T wurde mit Videos auf der Videoplattform YouTube bekannt, so wurde das Stück Tutenchamun über 8,3 Millionen Mal aufgerufen. Seit 2009 veröffentlicht HGich.T auch Schallplatten und CDs.

## Rezeption
Gunther Buskies, Chef von Tapete Records, auf dem HGich.T veröffentlichen, sagte 2009 zur Wochenzeitung Freitag über die Gruppe:

„Die nehmen das, was sie machen, total ernst.“

Ein Angebot einer großen Plattenfirma, aus dem Stück Hauptschuhle einen Klingelton zu produzieren, lehnte HGich.T ab. Die Gruppe begrüßt es, wenn Klingeltöne privat erstellt werden.
Daniel Køtz von cdstarts.de sah 2010 in Mein Hobby: Arschloch eine der letzten echten Grenzüberschreitungen.

„Das Chaos, die absolute Unberechenbarkeit sowie die Tatsache, dass man sich an den wahnwitzigen, unorthodoxen Texten amüsieren und erfreuen kann, machen den Reiz und den Charme aus. Es reicht allein das Bewusstsein aus, dass Gegner von HGich.T sich über deren „Kunst“ so sehr vor den Kopf gestoßen fühlen, dass man sich selbst als eine Art „Eingeweihter“ in einem Kosmos aus Klängen, Farben und völligem Nonsens sehen kann.“

Linus Volkmann von Intro schrieb in einer Plattenkritik zu Hallo Mama:

„Das hier stellt mit Abstand eines der beschissensten Alben des Jahrzehnts dar.“

## Kontroversen
Am 27. Dezember 2019 kam es auf der After-Show-Party nach einem Auftritt des Kollektivs im Kulturzentrum Conne Island in Leipzig zur Vergewaltigung einer 18-jährigen Besucherin durch ein Bandmitglied. Die Gruppe betonte jedoch, dieser sei als Lichttechniker bzw. Dekorateur engagiert worden und es handle sich bei ihm um kein festes Mitglied der Band; sie äußerte in mehreren Stellungnahmen auf Facebook Bedauern über den Vorfall. Das Conne Island widersprach dieser Darstellung und gab an, der Täter sei dem Kulturzentrum als Mitglied des Kollektivs vorgestellt worden und während des kompletten Auftritts auf der Bühne präsent gewesen; auf den Social-Media-Kanälen von HGich.T seien Bilder von ihm gelöscht worden. Das Gericht stellte fest, dass der Täter den alkoholisierten Zustand des Opfers ausnutzte und verurteilte ihn zu einer Freiheitsstrafe von einem Jahr und neun Monaten auf Bewährung sowie 100 Sozialstunden.

## Diskografie
EPs
- 2009: Hallo Mama (Tapete Records)

Alben
- 2010: Mein Hobby: Arschloch (Tapete Records)
- 2012: Lecko Grande (Tapete Records)
- 2014: Megabobo (Tapete Records)
- 2017: Therapie wirkt (Tapete Records)
- 2019: Jeder ist eine Schmetterlingin (Tapete Records)
- 2020: Los Angeles (Tapete Records)
- 2022: Omas Deep Thoughts (Tapete Records)
- 2024: Lenovobeach (Tapete Records)